# Fäbodtjärnen (Tärna socken, Lappland)
Fäbodtjärnen är en sjö i Storumans kommun i Lappland och ingår i Umeälvens huvudavrinningsområde.